# Marjorie Perloff

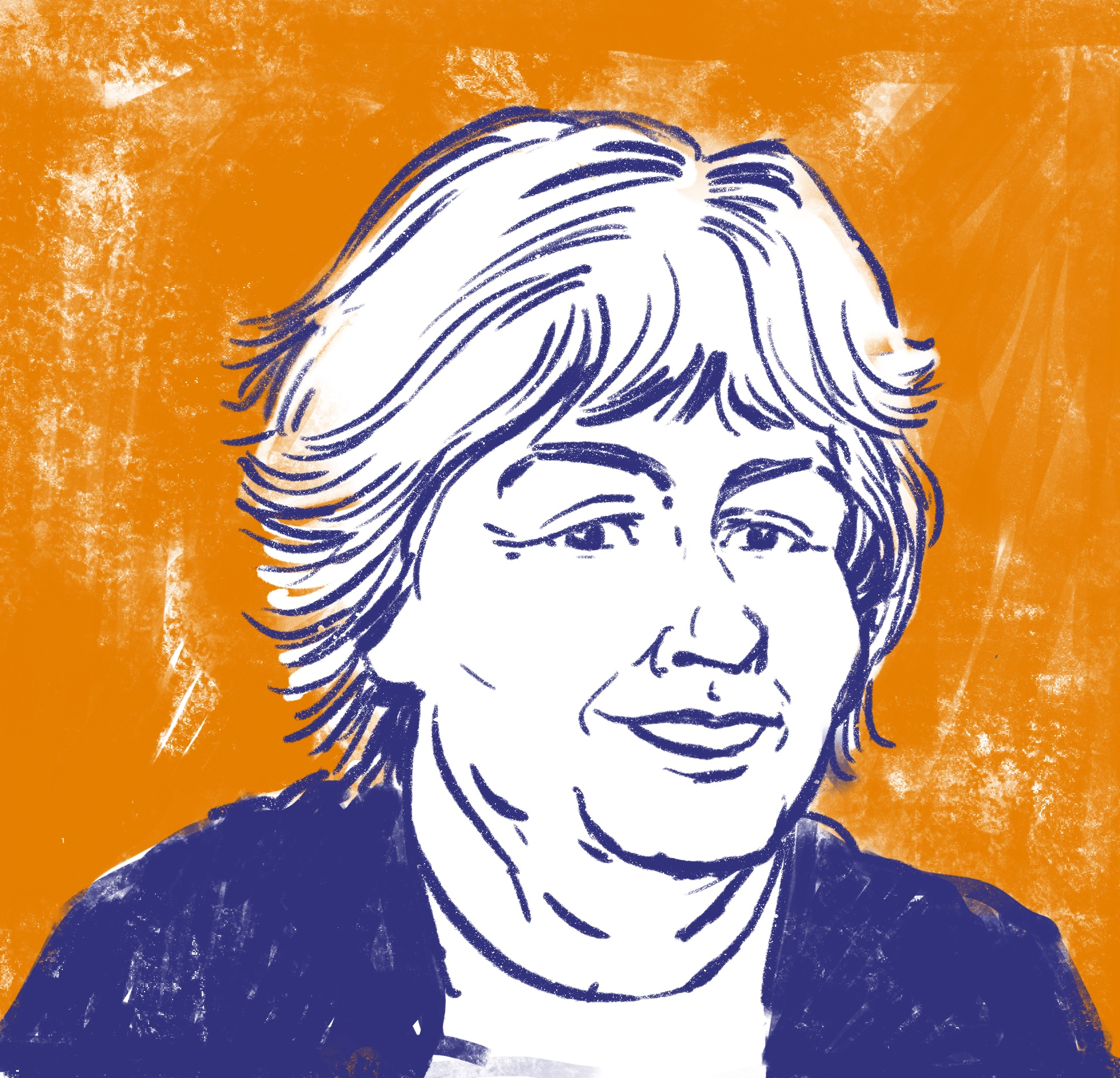
Marjorie Perloff, gezeichnet nach Fotos von ihr (2022)

Marjorie Perloff (geboren am 28. September 1931 in Wien als Gabriele Mintz; gestorben am 24. März 2024 in Los Angeles) war eine österreichisch-amerikanische Literaturwissenschaftlerin. Am 10. Juni 2021 wurde Marjorie Perloff die österreichische Staatsbürgerschaft wiederverliehen.

## Leben
Gabriele Mintz war die Tochter des Juristen Maximilian Mintz und der Ökonomin Ilse Mintz. Ihr Großvater Richard Schüller war ein österreichischer hoher Beamter im Außenministerium und Gesandter beim Völkerbund, der 1938 vor der nationalsozialistischen Judenverfolgung aus Europa in die USA fliehen musste. Auch ihren Eltern gelang 1938 die Flucht aus Österreich, und die Familie zog nach Riverdale, Bronx. Ihr Bruder Walter Mintz (1929–2004) wurde Investmentbanker.
Gabriele Mintz nahm als Jugendliche den Vornamen Marjorie an und besuchte von 1949 bis 1952 das Oberlin College und das Barnard College. Sie heiratete 1954 den Kardiologen Joseph Perloff (1924–2014), sie hatten zwei Kinder.
Perloff graduierte 1956 an der Catholic University of America in Washington, D.C. Nach Unterbrechungen durch die Kinderaufzucht wurde sie dort mit einer Dissertation über W. B. Yeats im Jahr 1965 promoviert. Perloff lehrte von 1966 bis 1971 an der Catholic University und erhielt dann eine Anglistikprofessur an der University of Maryland, College Park (1971–1976). Weitere Professuren waren von 1976 bis 1986 an der University of Southern California und die folgenden Jahre bis zu ihrer Emeritierung im Jahr 2001 an der Stanford University. Als Emerita kehrte sie an die University of Southern California zurück, um dort zu lehren. Sie wurde 1997 Mitglied der American Academy of Arts and Sciences.
Perloff arbeitete zunächst zu den Werken der Schriftsteller Yeats, Robert Lowell und Frank O’Hara. Der Schwerpunkt ihrer literaturwissenschaftlichen Arbeit verschob sich dann zur gegenwärtigen literarischen Avantgarde (experimentelle Lyrik, Konzeptkunst). Ihre Essays und Literaturkritiken erschienen unter anderem in Times Literary Supplement (TLS) und The Washington Post.
Marjorie Perloff starb am 24. März 2024 im Alter von 92 Jahren zuhause in Pacific Palisades, Los Angeles.

## Auszeichnungen
- Mitgliedschaft in der American Academy of Arts and Sciences
- Mitgliedschaft in der American Philosophical Society
- Auswärtiges Mitglied der Academia Europaea[3]
- Österreichisches Ehrenkreuz für Wissenschaft und Kunst[4]
- Österreichisches Ehrenkreuz für Wissenschaft und Kunst 1. Klasse[5]
- Ehrendoktorin der Universität Innsbruck[6][7]

## Schriften (Auswahl)
- Rhyme and Meaning in the Poetry of Yeats. The Hague: Mouton, 1970
- The Poetic Art of Robert Lowell. Ithaca: Cornell Univ. Pr., 1973 ISBN 0-8014-0771-0
- Frank O'Hara: Poet Among Painters. Braziller, 1977 ISBN 978-0-226-66059-2
- The Poetics of Indeterminacy: Rimbaud to Cage. Princeton, NJ: Princeton Univ. Pr., 1981 ISBN 0-691-06244-7
- The Dance of the Intellect: Studies in the Poetry of the Pound Tradition. Northwestern University Press, 1996 ISBN 978-0-8101-1380-0, zuerst 1985
- The Futurist Moment: Avant-Garde, Avant Guerre, and the Language of Rupture. With a New Preface. University of Chicago Press, 2003 ISBN 978-0-226-65738-7, zuerst 1986
- Poetic License: Studies in the Modernist and Postmodernist Lyric. Northwestern University Press, 1990 ISBN 978-0-8101-0843-1
- Radical Artifice: Writing Poetry in the Age of Media. University of Chicago Press, 1991 ISBN 978-0-226-65733-2
- Wittgenstein's Ladder: Poetic Language and the Strangeness of the Ordinary. University of Chicago Press, 1996 ISBN 978-0-226-66058-5
- Poetry On and Off the Page: Essays for Emergent Occasions. Northwestern University Press, 1998 ISBN 978-0-8101-1560-6
- 21st-century Modernism : the "New" Poetics. Malden , Mass.: Blackwell, 2002 ISBN 0-631-21969-2
- Differentials: Poetry, Poetics, Pedagogy. University of Alabama Press, 2004 ISBN 978-0-8173-1421-7
- The Vienna Paradox: A Memoir. New Directions Books, 2004 ISBN 978-0-8112-1571-8
  - Wien: America: Paradoxien einer Emigration. Übersetzung Günter Haika. Wien: Praesens, 2013 ISBN 978-3-7069-0747-7
- Unoriginal Genius: Poetry by Other Means in the New Century. University of Chicago Press, 2010 ISBN 978-0-226-66061-5
- John Ashbery: Ein weltgewandtes Land : Gedichte ; zweisprachig. Übersetzung Gerhard Falkner, Marjorie Perloff, Uljana Wolf u. a. Wiesbaden : Luxbooks, 2010 ISBN 978-3-939557-26-5
- Poetics in a New Key: Interviews and Essays. University of Chicago Press, 2014 ISBN 978-0-226-19941-2
- Edge of Irony: Modernism in the Shadow of the Habsburg Empire. University of Chicago Press, 2016 ISBN 978-0-226-56617-7. Rezensionsnotiz zu Ironie am Abgrund (2019)
- Avant-Garde in a Different Key: Karl Kraus’s The Last Days of Mankind